# Хокай-Пойнт
Хокай-Пойнт (англ. Hawkeye Point) — высшая точка штата Айова.
Высота составляет 509 м над уровнем моря. Находится в округе Осеола, вблизи города Сибли в 5,5 км южнее границы с Миннесотой.
Хокай-Пойнт не является горой или холмом, это просто возвышенность на Центральных равнинах с относительной высотой всего 12 м.
Хокай-Пойнт отмечен мозаичным памятником, рядом расположена старая силосная башня.